# 紙玉鉄砲
紙玉鉄砲（かみだまでっぽう）とは、玩具の鉄砲のひとつで、紙の玉を空気圧で飛ばすものである。

## 仕組みと遊び方
紙玉鉄砲とは、紙で作った玉を打ち出す鉄砲の玩具（遊戯銃）である。紙鉄砲ということもあるが、振って大きな音を立てる折り紙に紙鉄砲というものがあるので注意を要する。
紙玉鉄砲は、普通は竹で作られる。竹を輪切りにし、細長い円筒としたものが胴である。その内径よりやや細い竹の棒をピストンとする。手元に握るためにより太い竹をはめて取っ手としてもよいが、なくてもよく、とにかく胴に突っ込んで押し込んだ時、胴の先端近くまで届く長さとする。
玉は紙をつぶして丸い玉としたもので、紙はあらかじめ水で濡らしておく。新聞紙などは吸水性がよいので便利である。大きさは胴に強く押し込んで入る程度。まず一つの玉を手元から入れ、ピストンをその後ろに当てて注射器のように押し込むと、玉は胴の先端に詰まったような状態になる。次にもう一つの玉を胴に押し込み、再びピストンで押し込むと、ある程度押し込んだところで、内部の空気圧のために先端の一つ目の玉が弾き出され、飛んで行く。
うまく行けばポンと言う破裂音とともに紙玉が飛び出す。紙なのでさほど危険でもないが、コツがあってうまく行かないことも多い。紙玉の作り方にもよるが、失敗すると単に先端から一つ目の玉がポロリと落ち、惨めである。

## 類例など
これは古くから知られる子供の玩具であるが、ほぼすべて手作りであり、商品として発売されたことはないと思われる。作るのは、竹を輪切りにする、それも長い棒状のものを作るだけなので、ごく簡単である。紙玉である関係上、あまり太いものは作れない。ほぼ同様な形の水鉄砲も手作りされた。空気の圧力などを体験出来る玩具として、教育の場面で使われる例もある。
山里では同様の構造で、スギの雄花を玉として使った例がある。杉玉鉄砲（すぎだまでっぽう）あるいは杉鉄砲（すぎでっぽう）と言い、やはり竹で作る。スギの雄花は開花前は滑らかな楕円形で、鱗片は互いにしっかり密着しているので、これを玉にすることができる。ただし小さいから、鉄砲本体も長さ10cm、太さ1cm足らずである。飛び出すときには小さいながらもよい音がする。なお、開花後は鱗片の間が開いてしまうので使えなくなる。冬季限定の玩具である。
なお、同じように空気圧で玉を打ち出す玩具としては、コルク栓の玉を打ち出す玩具があり、こちらはさまざまな商品がある。